# Виллер-сюр-Пор
Вилле́р-сюр-Пор (фр. Villers-sur-Port) — коммуна во Франции, находится в регионе Франш-Конте. Департамент — Верхняя Сона. Входит в состав кантона Пор-сюр-Сон. Округ коммуны — Везуль.
Код INSEE коммуны — 70566.

## География
Коммуна расположена приблизительно в 310 км к юго-востоку от Парижа, в 55 км севернее Безансона, в 12 км к юго-западу от Везуля.

## Население
Население коммуны на 2010 год составляло 211 человек.
| 1962 | 1968 | 1975 | 1982 | 1990 | 1999 | 2010 |
| ---- | ---- | ---- | ---- | ---- | ---- | ---- |
| 142  | 151  | 146  | 181  | 156  | 211  | 211  |

## Администрация
| Период | Период | Фамилия         | Партия | Примечания |
| ------ | ------ | --------------- | ------ | ---------- |
| 2001   | 2008   | Жак Руссель     |        |            |
| 2008   | 2014   | Мишель Террасон |        |            |

## Экономика
В 2010 году среди 135 человек трудоспособного возраста (15—64 лет) 112 были экономически активными, 23 — неактивными (показатель активности — 83,0 %, в 1999 году было 72,5 %). Из 112 активных жителей работали 109 человек (62 мужчины и 47 женщин), безработных было 3 (1 мужчина и 2 женщины). Среди 23 неактивных 12 человек были учениками или студентами, 6 — пенсионерами, 5 были неактивными по другим причинам.